# Prostemmiulus tenebrosus
Prostemmiulus tenebrosus är en mångfotingart som beskrevs av Loomis 1938. Prostemmiulus tenebrosus ingår i släktet Prostemmiulus och familjen Stemmiulidae. Inga underarter finns listade i Catalogue of Life.